# Линтон, Леннокс
Леннокс Ирвинг Линтон (англ. Lennox Irving Linton); 8 июня 1972, Розо, Доминика) — доминикский политик, лидер центристской Объединенной рабочей партии Доминики, член парламента страны, нынешний лидер оппозиции. журналист, радиоведущий.

## Биография
Л. Линтон получил образование в Государственной школе Мариго, средней школе Доминики, обучался профессии телеведущего в Техасском университете в Остине (США).
Работал диктор и репортёром новостей на Радио DBS, редактором New Chronicle, был старшим продюсером базирующейся на Барбадосе радиослужбы Карибского информационного агентства, ведущим телешоу MARPIN «Что насчёт», ведущим телеканала MARPIN Television News и текущих событий «Доброе утро, Доминика» и менеджером радио-наблюдателем (Антигуа, 2004—2006).
Он также является бывшим президентом Ассоциации промышленности и торговли Доминики и бывшим сотрудником Dominica Coconut Products и Colgate Palmolive Dominica, где работал менеджером по корпоративным коммуникациям, директором по персоналу, директором по обслуживанию клиентов / логистике и менеджером по цепочке поставок.
Политик. Член Объединенной рабочей партии Доминики. С 8 декабря 2014 года по настоящее время депутат парламента Доминики — Палаты Ассамблеи Доминики от округа Мариго.
В 2014 году кандидатом от Объединенной рабочей партии Доминики участвовал во Всеобщих парламентских выборах в Доминике, но
В 2019 году на парламентских выборах в Доминике ситуация повторилась и он вновь проиграл кандидату от Лейбористской партии Рузвельту Скерриту.
Линтон был приведен к присяге в качестве лидера оппозиции в декабре 2014 года.